# آزادراه قزوین–الموت–تنکابن
آزادراه قزوین–الموت–تنکابن یک آزادراه در حال ساخت در ایران به طول ۱۶۴ کیلومتر می‌باشد که شهر استان قزوین را به استان مازندران متصل می‌کند.
این آزادراه که ساخت آن از سال ۱۳۸۶ آغاز شده حدود ۷۰ کیلومتر آن در استان مازندران و ۹۴ کیلومتر دیگر در استان قزوین قرار گرفته است. این پروژه در شش قطعه اجرا می‌شود که قطعات یک تا ۴ در استان قزوین و قطعات ۵ و ۶ در مازندران است. این بزرگراه با کارفرمایی شرکت ساخت و توسعه زیربناهای حمل و نقل کشور و پیمانکاری قرارگاه سازندگی خاتم الانبیا در حال احداث است.